# Hilario Nava y Caveda
Hilario Nava Caveda (Gijón, 1827 - Madrid, 1889) Militar, ingeniero naval y diputado por la provincia de Oviedo. Fue general inspector del Cuerpo de Ingenieros Navales y autor de los planos del Numancia.

## Biografía
En 1848 ingresa en el recién creado cuerpo de ingenieros navales. Es enviado por el gobierno a ampliar estudios en la escuela de construcciones navales de la marina francesa en Lorient y al arsenal de Brest.
Regresa a España en 1853 siendo destinado a Ferrol donde comienza una carrera meteórica desde alférez de navío en 1854, en 1858 capitán de fragata, en 1861 director de ingenieros de marina, brigadier en 1864, inspector general del cuerpo de ingenieros de la armada en 1870. y, finalmente, secretario general del Ministerio de Marina en 1875.
Fue elegido miembro de la Real Academia de Ciencias Exactas, Físicas y Naturales en 1889 pero falleció sin tomar posesión de su cargo.
Tras su fallecimiento se le dedicó una calle en Gijón, pero al igual que los acuerdos relativos a otras calles, en ese día del 17 de agosto de 1891, no está claro si la calle llegó a llamarse oficialmente así. Lo cierto es que la Corporación aprueba ese día el cambio «en principio» y en espera de una ratificación que parece que no llegó. Su hermana Eugenia estuvo casada con Vicente de Ezcurdia Cuéllar, secretario del ayuntamiento de Gijón, que da nombre a una importante arteria del Ensanche gijonés.

## Obras
- Nava y Caveda, Hilario (1881). Noticias sobre el imperio del Japón. Madrid.[9]